# Coure de mollera
El coure de mollera (Lycaena hippothoe) és una espècie de lepidòpter papilionoïdeu de la família dels licènids (Lycaenidae) present als Països Catalans.

## Distribució
S'estén per gran part d'Europa i per l'Àsia fins a la Xina i Corea. A Europa, es troba des del nord de la península Ibèrica fins al nord d'Escandinàvia, nord de Finlàndia i extrem nord-oest de Rússia. Absent de les principals illes mediterrànies, nord-oest i costa mediterrània de França, illes Britàniques, nord dels Països Baixos, gran part de la península Itàlica, sud dels Balcans i Grècia. A la península Ibèrica està limitat al terç nord, on ocupa principalment la Serralada Cantàbrica, la part nord del Sistema Ibèric i els Pirineus. A Catalunya es troba només als Pirineus, on manté poblacions disperses.

## Descripció
Envergadura alar d'entre 26 i 32 mm. Marcat dimorfisme sexual per la diferent coloració de l'anvers i en ser la femella una mica més gran. L'anvers del mascle és de color coure vermellós amb marcades iridescències, un estret marge negre a la part exterior d'ambdues ales i un petit punt negre a l'ala anterior. La femella presenta l'anvers de l'ala anterior de color taronja metal·litzat amb diversos punts foscos, mentre que l'ala posterior és marró amb una banda taronja tacada de petits punts foscos prop del marge inferior. Revers semblant en ambdós sexes, amb el fons de color gris, a excepció de bona part de l'ala anterior, que és taronja, sobretot en la femella, amb nombrosos punts negres vorejats de blanc i una petita franja taronja prop de l'angle anal de l'ala posterior.

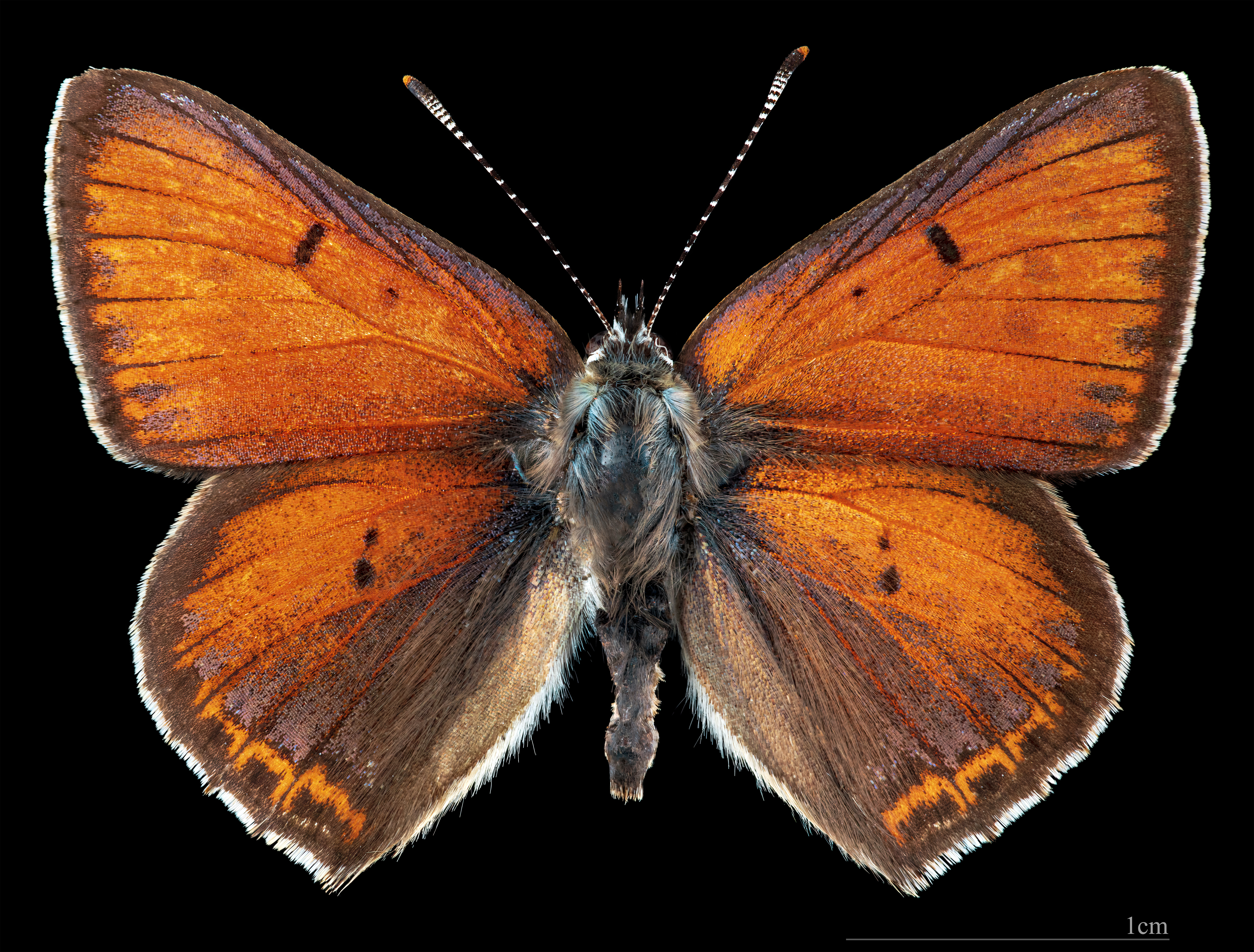
♂
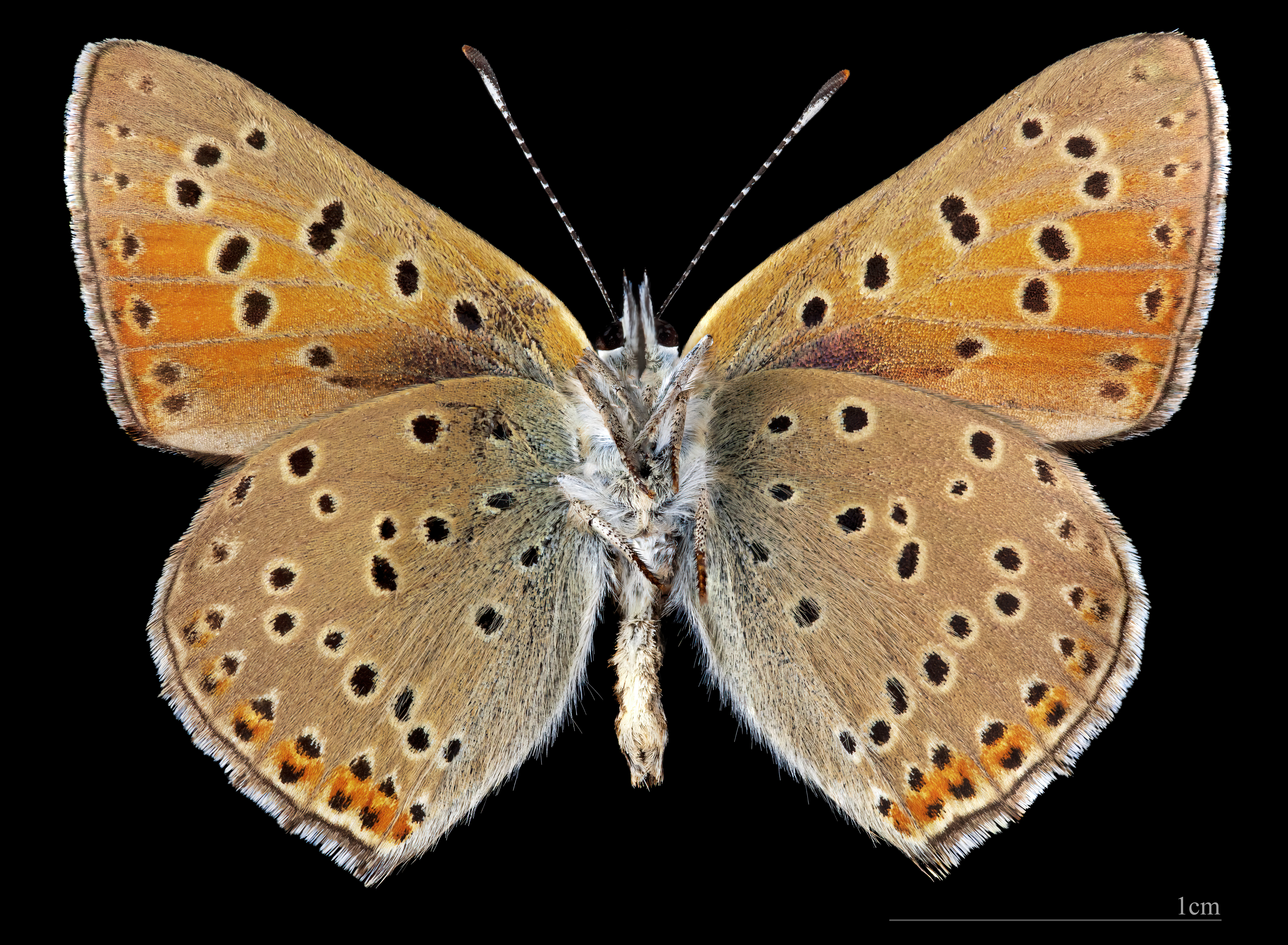
♂ △
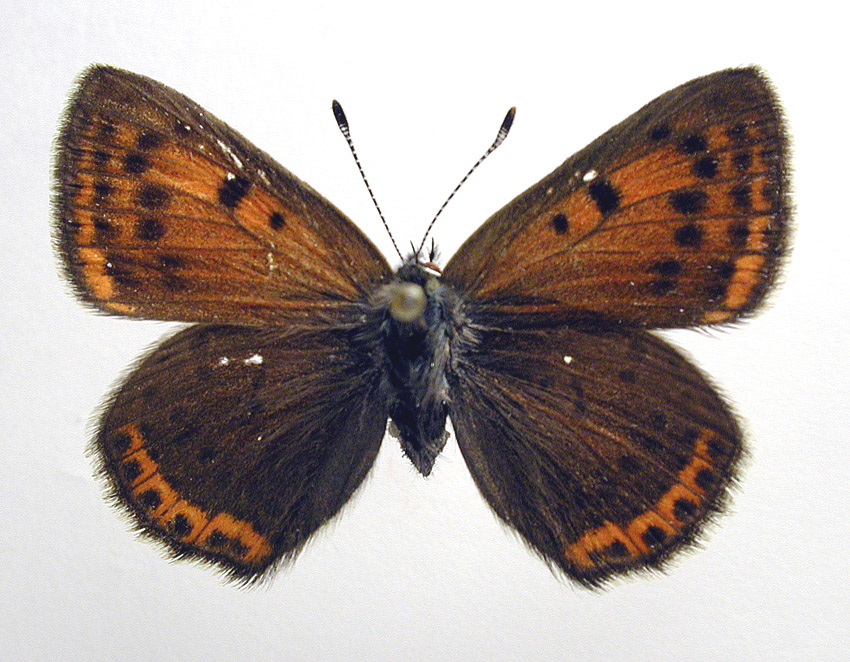
♀
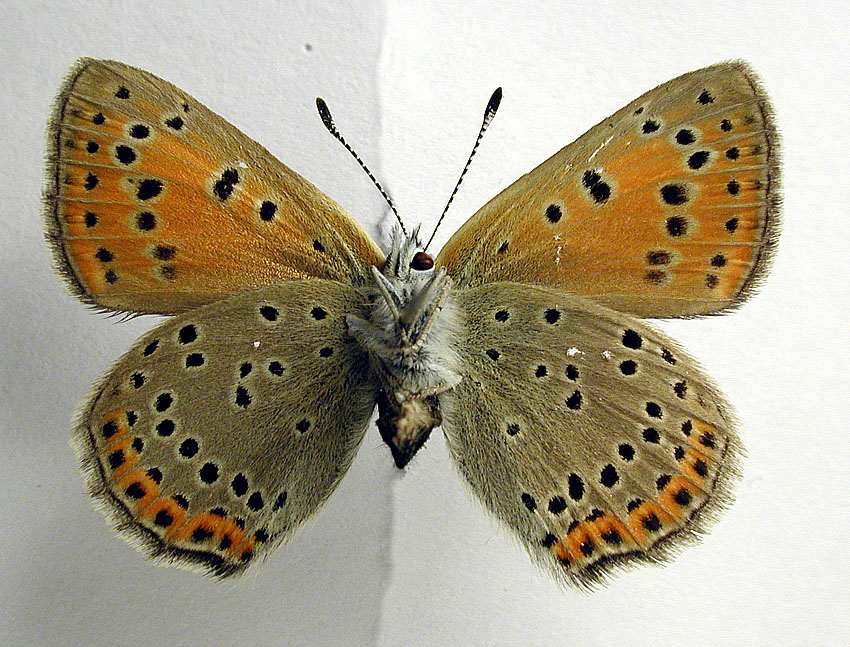
♀ △

## Hàbitat
Prats alpins humits, torberes, aiguamolls i zones properes a torrents. Rang altitudinal des del nivell del mar fins als 2500 m. L'eruga s'alimenta de diverses poligonàcies, sobretot de l'agrella (Rumex acetosa) i de la bistorta (Bistorta officinalis).

## Període de vol i hibernació
Vola en una generació als mesos de juny i juliol, en funció de la localitat, mentre que a l'est d'Europa s'ha reportat com a bivoltina, amb la primera generació volant al maig i la segona entre finals de juliol i agost. Hiberna com a eruga, tot i que al límit nord de la seva distribució ho fa com a ou.

## Comportament
Es tracta d'una espècie territorial, en la qual els mascles defensen els territoris que han escollit en funció de la riquesa en flors productores de nèctar. No es coneix cap relació d'aquesta espècie amb formigues.

## Conservació
A Catalunya, es tracta d'una papallona escassa que ocupa taques d'hàbitat molt localitzades i reduïdes. Les principals amenaces són l'alteració o destrucció dels seus hàbitats, com és la dessecació dels prats humits amb finalitats urbanístiques o el seu abandonament, així com la sobrepastura, sobretot de vaques i cavalls. Per aquests motius, està inclosa al Catàleg de fauna salvatge autòctona amenaçada i de mesures de protecció i de conservació de la fauna salvatge autòctona protegida, en la categoria Vulnerable.

## Espècies ibèriques similars
- Coure tornassolat (Lycaena alciphron)
- Lycaena bleusei
- Coure violeta (Lycaena helle)
- Coure comú (Lycaena phlaeas)
- Coure fosc (Lycaena tityrus)
- Coure roent (Lycaena virgaureae)

## Galeria

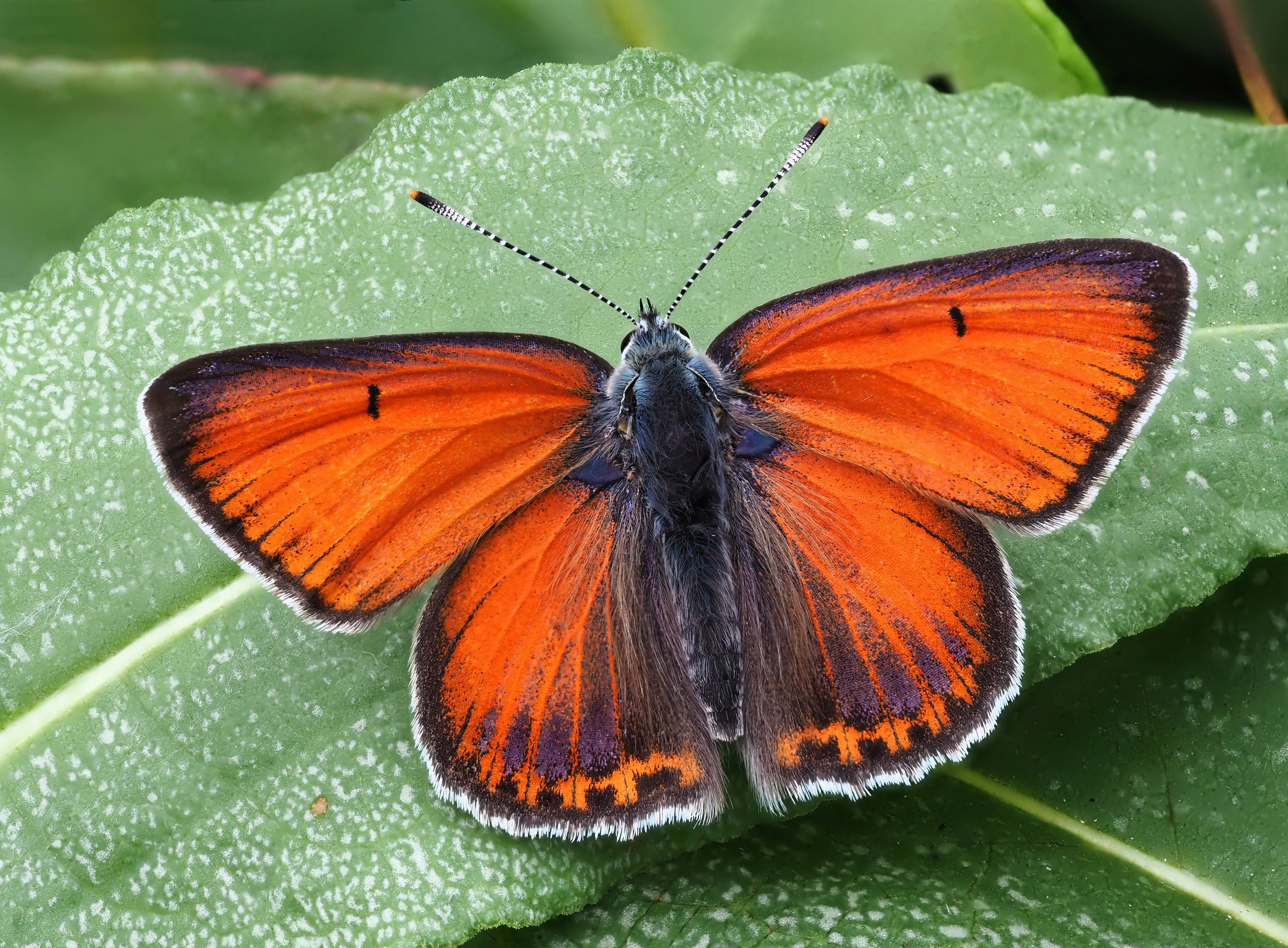
Anvers d'un mascle
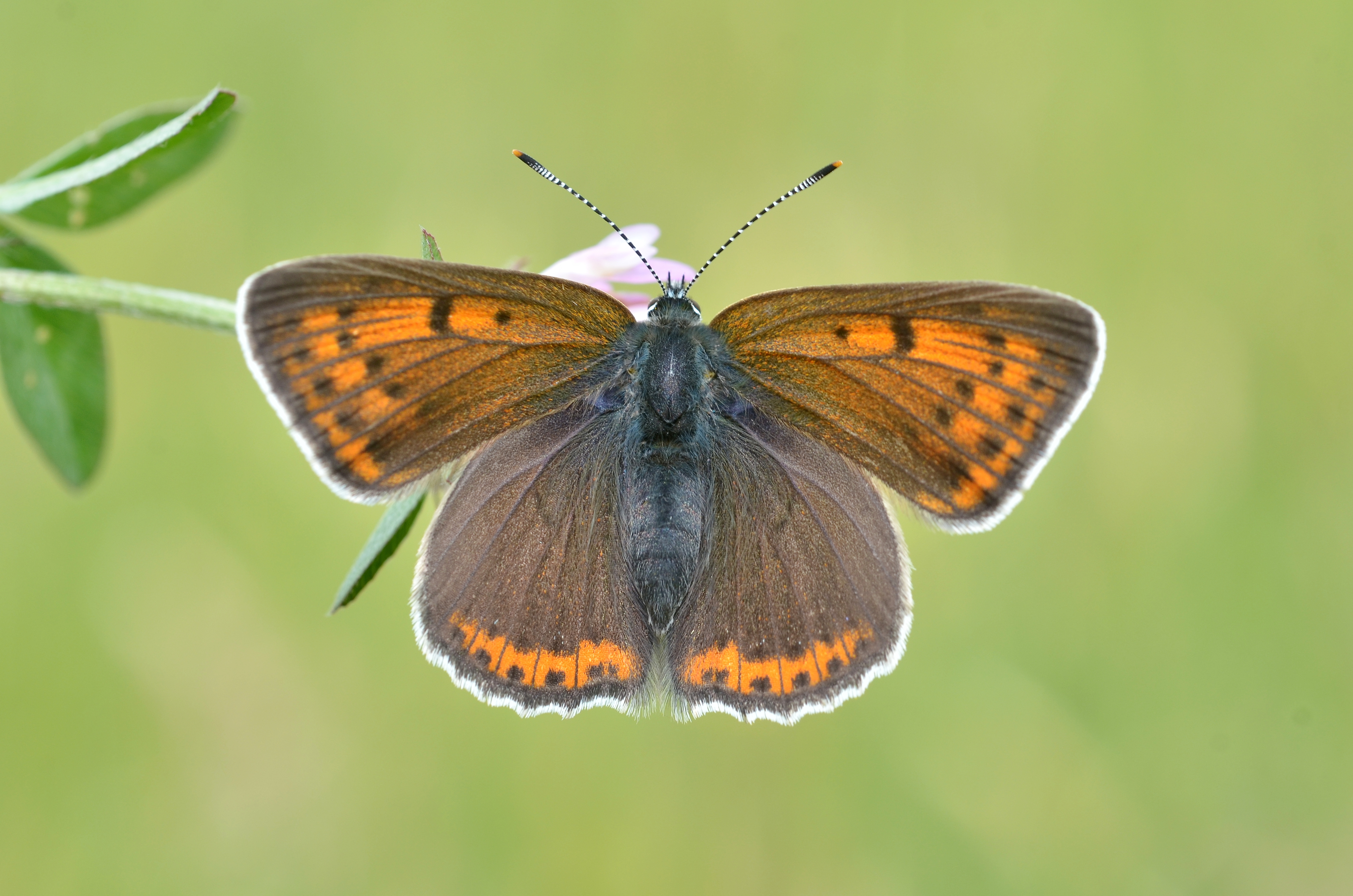
Anvers d'una femella
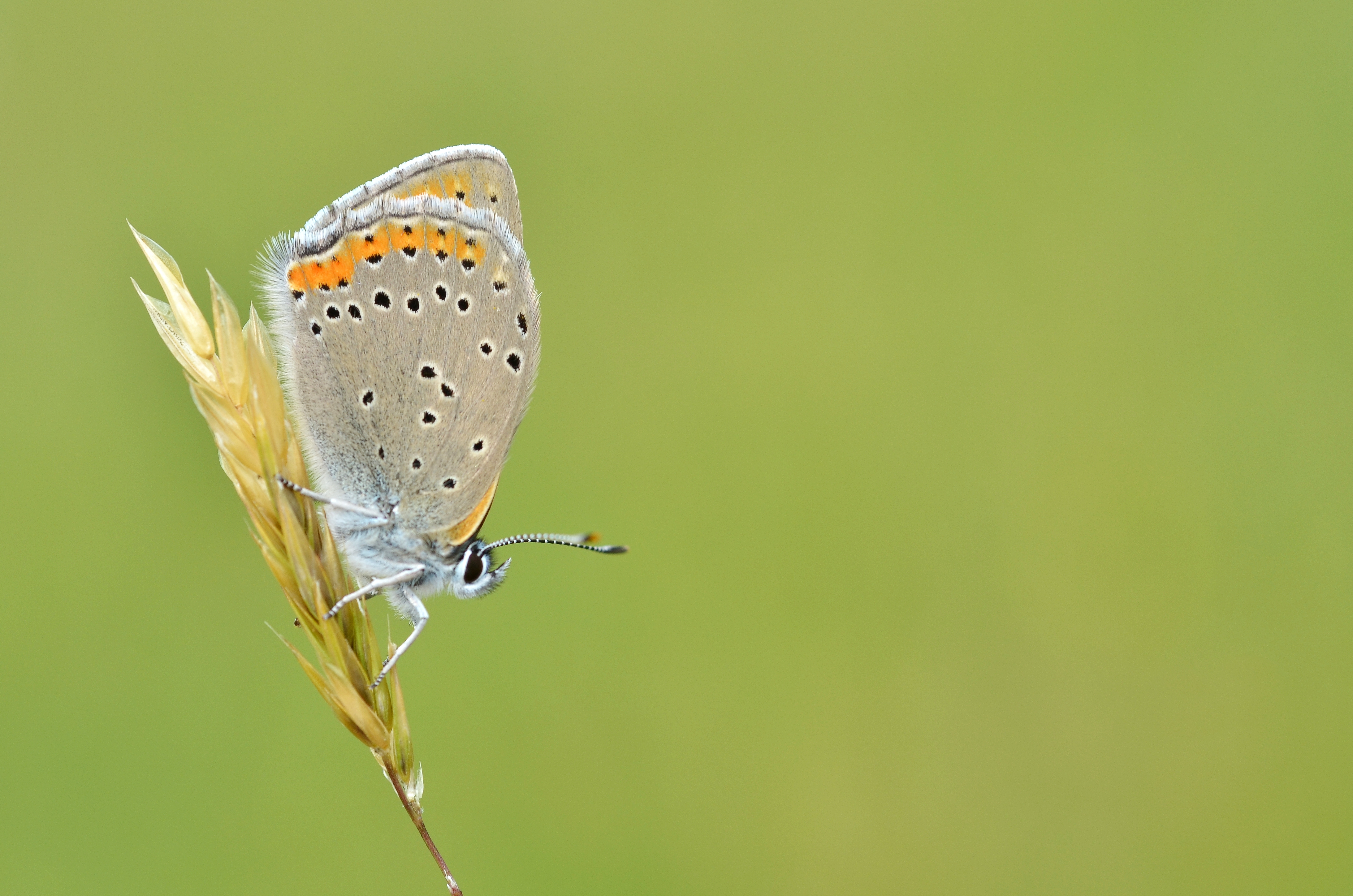
Revers d'un adult
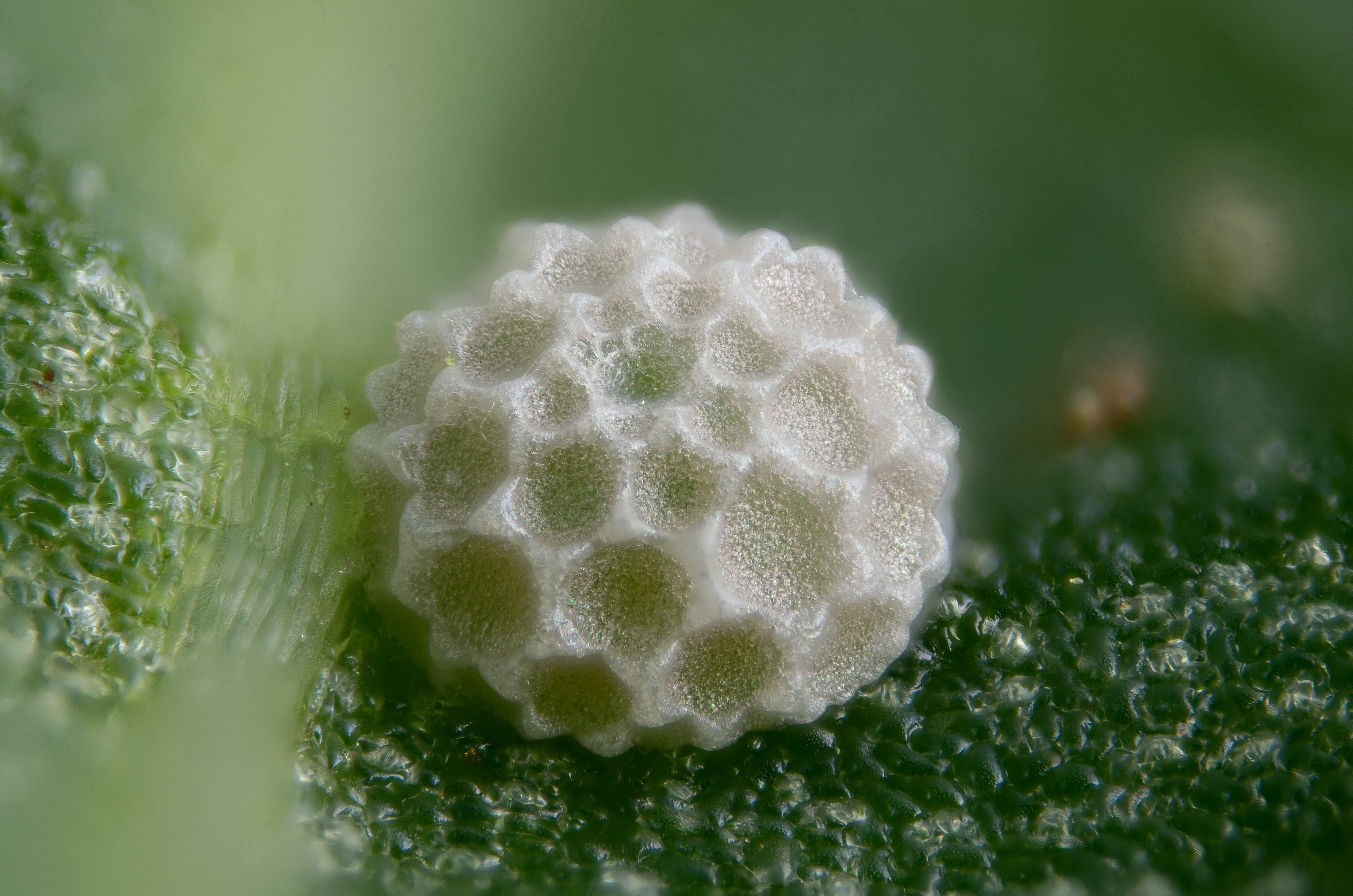
Detall d'un ou